# Beverly McDonaldová
Beverly McDonaldová (* 15. února 1970 Saint Mary) je jamajská sprinterka. Mezi její úspěchy patří stříbrná medaile ve štafetě na 4 × 100 m na olympijských hrách v roce 2000 a zlatá medaile ve stejné disciplíně na olympijských hrách v roce 2004. Na letních olympijských hrách v roce 2000 v závodě 200 m získala bronzovou medaili. Beverly McDonaldová je sestra Michaela McDonalda.